# 平松昭子
平松 昭子（ひらまつ あきこ、1970年9月8日 - ）は、日本のイラストレーター、ファッションブロガー、舞踊家。愛知県豊川市出身。下北沢在住。

## 略歴
杏林大学中退、バンタンデザイン研究所卒業。デザイン事務所に勤務後、独立。雑誌やWEBサイトをメインに、ファニーでエレガントな イラストやコミックエッセイを執筆。 水墨画や日舞を嗜み、着物を愛好し、 上方舞・吉村流の名取りでもある。ファッションブロガーとしてブランドや世界のオンラインショップとのコラボレーションなど多方面で活躍中である。

## 主な作品
三菱電機Mite広告、LINEスタンプ平松昭子のラブ＆ゴージャス、ADK診断アプリ裏の顔、2018年度エスカレーターマナーポスター、ケイト・スペード ニューヨーク 日本公式ブログ、FORZA 平松昭子の「ココが惜しいよ40オトコ」、週刊文春「夜ふけのなわとび」挿絵

### 著書
- 平松昭子の着物事件簿（宝島社）
- 不器用なシモキターゼ（ヴィレッジブックス）
- 黒い夫婦（メディアファクトリー）
- お洒落きものイズム（グラフィック社）
- マンガで読む絶望名人カフカの人生論(飛鳥新社)
- 平松昭子のファッションホリック道(KKベストセラーズ)
- もう一つのカフカの東京絶望日記(飛鳥新社)

### 挿絵
- 週刊文春「夜ふけのなわとび」林真理子
- 週刊プレイボーイ「OL萌え萌え倶楽部」
- Gina「はあちゅうのウケル女になりたくて」 はあちゅう
- キノノキ「オトナのたしなみ」 柴門ふみ
- LEON「モテたいオヤジの通ぶり！レストラン」 YULI＊YULI
- BAILA「酔いどれ三文文士に聞け！バイラガールにお届けする愛の処方箋」 長塚圭史
- eclat 「飲むんだったら、イケてるワイン」 安齋喜美子
- PHPくらしラクーる♪ 「健康なんてどうでもいいよ」 池田清彦
- otona MUSU 連載「大人の美容医療」

### 表紙イラスト
- BRUTUS（2000年）
- セボネ（世田谷ボランティア協会機関誌、2010年）
- お気は確か？（宝島社）

### 広告・パンフレット
- 三菱電機Mite（新聞広告、CF、1998年～2001年）

### 連載エッセイ
- 不器用なシモキターゼ「たまひよ　こっこクラブ」（1999年 - 2006年）
- セミ玄人おしゃれ着物道「In Red」（2007年 - 2009年）
- 黒い夫婦「VERY」 （2007年 - 2009年）
- 平松昭子の幸せ探し珍道中「MISS」（2009年 - 2010年）
- 平松昭子の美活動「美STORY」（2009年 - ）
- 平松昭子の和のスタイル「SANKEI EXPRESS」（2009年 - ）
- 平松昭子のビューティコミックス「GLOW」（2010年 - 2012年）
- 平松昭子のビューティプレス「GLOW」（2013年 - 2018年）
- 平松昭子の"ココが惜しいよ40オトコ" 「FORZA STYLE」 (2018 - )
- アニメ不器用なシモキターゼ (2020 - )

### 寄稿
- 映画(天使の涙)パロディマンガ
- 映画JUDYフライヤー(2020)
- 七緒.プレジデントムックvol.64「半衿」自由研究(プレジデント社)(2020)

### ファッションブロガー
- コラボレーションブランド・ショップ

Shopbop,
ケイト・スペード,
Revolve,
FORWARD,
Farfetch,
intimissimi,
Aveda,
フォッシル・グループ

### その他
- MXテレビ「五時の魔法使い」（オープニングアニメーション）
- 亀田製菓「S」（パッケージイラスト）
- ライブドア・デイリー4コマ
- 掛軸師:佐河太心×平松昭子(トークイベント 2009年)
- NHKワンセグランチボックス（インタビュー出演　2010年）
- 映画フラレラ（女流棋士役で出演　2010年）
- 小泉今日子実行委員会 （ゲスト出演2010年)
- サマーソニック （ライブペインティング2010年、2012年)
- 北澤八幡神社 (絵馬と奉納舞 2011 - )
- BS朝日「SHISEIDO presents エコの作法」 （出演 2012年）
- 辛酸なめ子の「善行ビジネス講座」(第2回ゲスト出演 2015年)
- 有村昆×平松昭子(クロワッサン 対談 2017年)
- FOSSIL×Akiko Hiramatsu コラボトート&ライブペインティングイベント(2018年)
- NHK あさイチ （ライブペインティング出演2018年)

### 受賞
- ザ・チョイス入選
- 第13回文化庁メディア芸術祭ノミネート「セミ玄人おしゃれ着物道」
- kate spade new york 第一回日本公式ブロガーコンテスト　プレス賞受賞
- kate spade new york 第二回日本公式ブロガーコンテスト　THE WESTIN TOKYO賞受賞